# Centre d'enseignement professionnel de Vevey
Le Centre d'enseignement professionnel de Vevey (CEPV) est une institution de formation officielle publique du canton de Vaud. Il regroupe trois écoles distinctes à Vevey.

## Structure
Une de ses entités est une école professionnelle qui accueille des apprentis de la voie duale (alternance de cours hebdomadaires en école professionnelle et apprentissage en entreprise) dans plusieurs métiers de l'artisanat.
D'autre part, le  CEPV abrite une École supérieure d'arts appliqués, à plein temps qui propose des formations professionnelles initiales de 4 ans et des formations supérieures de 2 ans qui relèvent du système de formation professionnelle suisse. Cette école forme des professionnels dans trois domaines des arts appliqués : la céramique, l'expographie et la photographie.
Une troisième entité est constituée par l'école de maturité professionnelle.
Le Centre d'enseignement professionnel de Vevey est aussi un lieu d'organisation de diverses manifestations : colloque, exposition. En 2019, ses locaux abritent un poste de commandement commun pour assurer la sécurité d"une grande manifestation vaudoise.

## Photographie
L'école de photographie, l'une des sections de l'École d'Arts Appliqués, est fondée par Gertrude Fehr pendant la Seconde Guerre mondiale. Elle y donne des cours jusqu'en 1960.
C'est à l'école de photographie de Vevey que se sont formés les cinéastes suisses Francis Reusser,, Yvan Dalain et Yves Yersin,, les photographes allemand Horst Tappe et français Jeanloup Sieff ou le graphiste français Étienne Robial, ainsi que l'acteur suisse Vincent Perez,.
Cette école de photographie comporte deux niveaux,, la formation professionnelle initiale et la formation professionnelle supérieure, l'une de quatre ans, dont un an de stage, et la seconde de deux ans.
Selon le journal Fotointern, qui fait état en 2005 d'une polémique sur le contenu des enseignements, « le Centre d'enseignement professionnel de Vevey est le principal centre de formation aux métiers de la photographie en Romandie ».

## Céramique
L'école suisse de céramique est fondée à Chavannes-Renens en 1912, s'inscrivant dans la "vogue générale des arts décoratifs" au tournant du 20e siècle. En 1971, cette école est intégrée au CEPV.
Le peintre suisse Charles Cottet enseigne à l'École d'arts appliqués de Vevey des années 1960 à la fin de sa carrière.